# Lujo, calma y voluptuosidad
Lujo, calma y voluptuosidad, en francés «Luxe, calme et volupté», es un cuadro de Henri Matisse expuesto en el Museo de Orsay de París, Francia. Está pintado al óleo sobre lienzo y mide 98,3 cm de alto por 118,5 cm de ancho.
Su nombre rememora un verso del poema de Charles Baudelaire titulado L'Invitation au voyage (Invitación al viaje) del libro Las flores del mal:
Là, tout n'est qu'ordre et beauté,
Luxe, calme et volupté.
(Allá, todo es orden y belleza,
Lujo, calma y voluptuosidad.)
Fue pintado por Matisse en 1904 y se considera como una obra síntesis del postimpresionismo que se convirtió en un manifiesto de lo que sería el fovismo. Aunque puede observarse una cierta influencia de la técnica del puntillismo, la utilización subjetiva del color y la simplificación del dibujo empleados por Matisse sorprendieron a todos cuando fue expuesto por primera vez en el Salón de los Independientes y después en el Salón de Otoño. Esta obra la compró Paul Signac.